# Brachoua
Brachoua (en àrab براشوة, Brāxwa; en amazic ⴱⵕⴰⵛⵡⴰ) és una comuna rural de la província de Khémisset, a la regió de Rabat-Salé-Kenitra, al Marroc. Segons el cens de 2014 tenia una població total de 12.025 persones.